# جايسون باكر
جايسون باكر (بالإنجليزية: Jason Bakker)‏ (12 نوفمبر 1967 في أستراليا - ) هو لاعب كريكت أسترالي. لعب مع فريق فكتوريا للكريكت.

## وصلات خارجية
- جايسون باكر على موقع إي آس بي آن كريك إنفو (الإنجليزية)